# 硫酸镝
硫酸镝是一种无机化合物，化学式为Dy2(SO4)3。

## 制备
用硫酸溶解氧化镝，可以得到硫酸镝。